# 比賣神社 (奈良市)
比賣神社（ひめがみしゃ）は、奈良県奈良市高畑町にある神社。比賣塚と呼ばれる小さな古墳の上に建てられている。南都鏡神社の摂社である。

## 歴史
比賣塚は古くから「高貴の姫君の墓」と語り伝えられており、『日本書紀』の記載にある「天武天皇6年（678年）4月14日に十市皇女を、天武天皇10年（682年）に氷上娘を「赤穂」の地に葬った」とされるこの二人ではないかと考えられている。この近くには赤穂神社がある。
1920年代に比賣塚は国有となって奈良財務局の管理下におかれたが、地元の有志の奔走によって奈良財務局から比賣塚の払い下げを受けたのを機に、そこに神社を造営することとなった。比賣塚の現形9坪を新薬師寺に寄進し、神殿・祭祀を南都鏡神社の摂社として委任することとした。
1980年（昭和55年）夏、新薬師寺・南都鏡神社の協力により地鎮祭が、同年末に上棟祭が行われた。1981年（昭和56年）、十市皇女の命日である4月7日を新暦に換算した日である5月10日に鎮座奉祝祭が行われ、十市皇女を祀る比賣神社が誕生した。

## 祭神
- 主祭神 - 十市皇女
- 脇座 - 市寸嶋比売

## 境内
- 本殿 - 高さ約2.5m、幅約2mほどの本殿が建てられている。本殿の正面1.5mぐらいのところに朱塗りの門があり、その門は閉ざされていてそこから中に入ることはできないようになっている。本殿に付いている鈴と、その門とがひもで結ばれており、参拝者は門前からそのひもを引いて鈴を鳴らすようになっている。
- 神像石 - 本殿の正面向かって左側に、男女がむつまじく肩を寄せあっている像が彫られた高さ1.5mぐらいの石があり、その左に「神像石（かむかたいし）」という、大友皇子・十市皇女から淡海三船までの4代とそれぞれの妃を祀った石が置かれている。

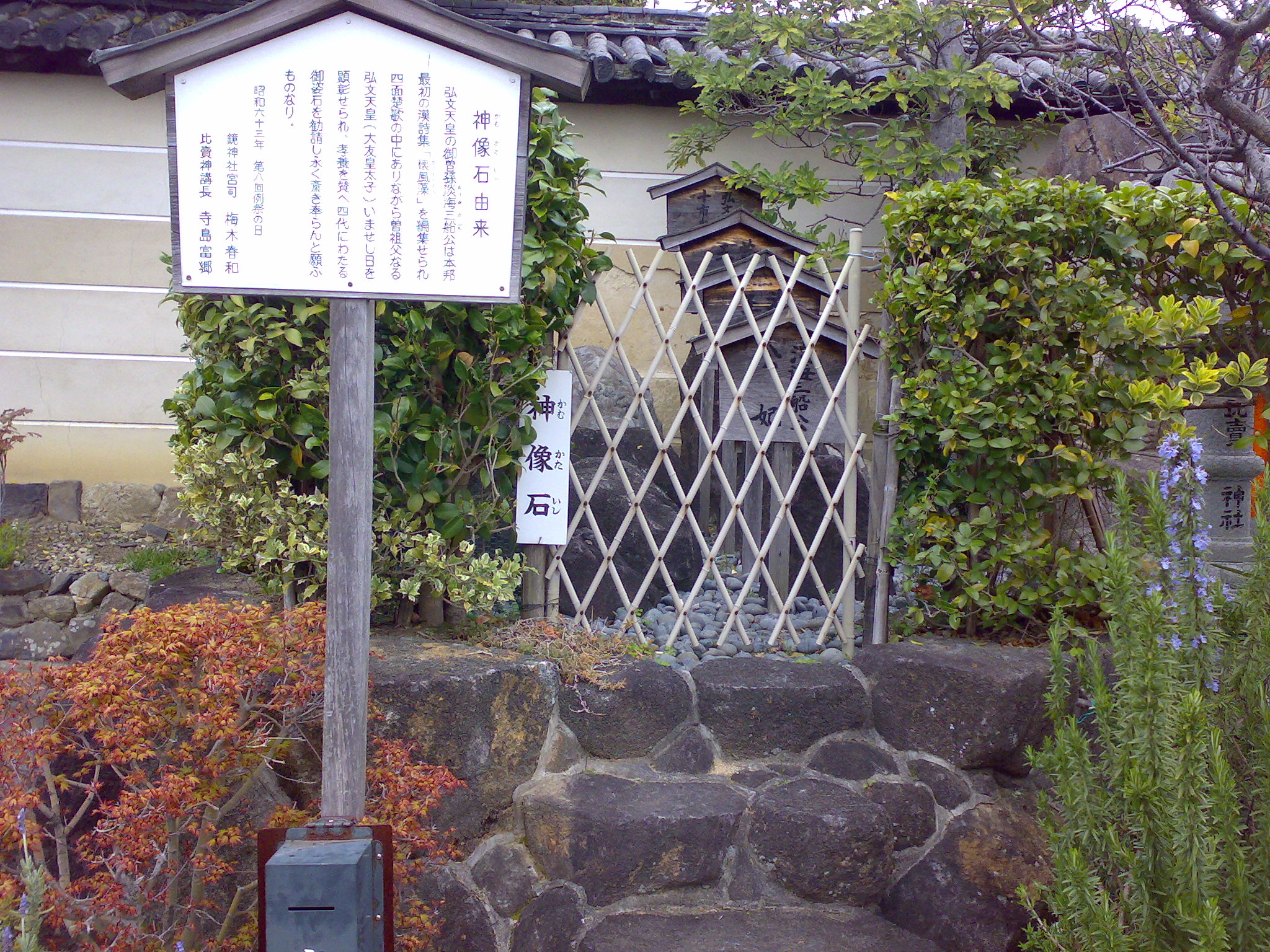
神像石

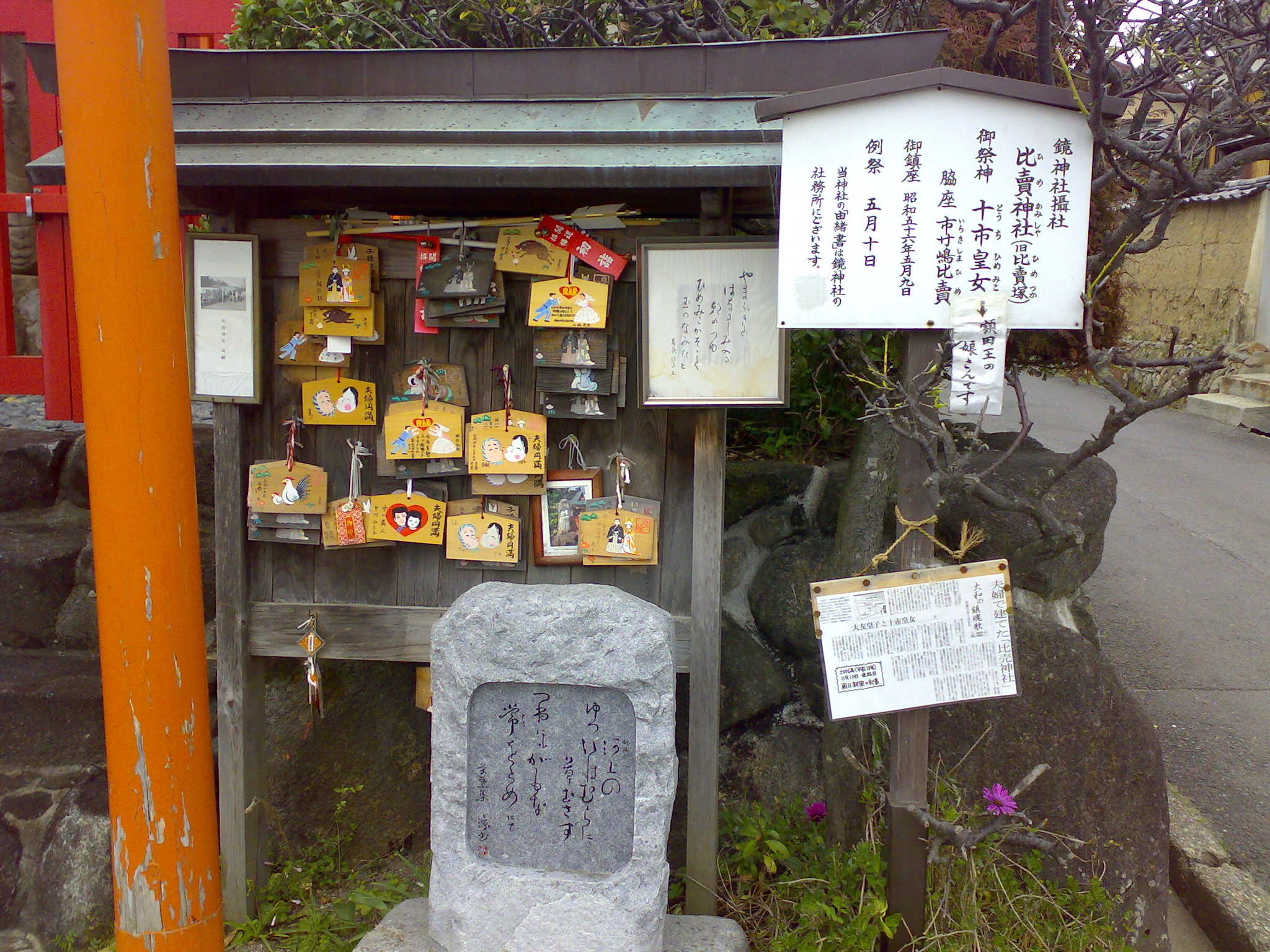
良縁を願う人々の絵馬

その他、本殿の脇に絵馬を掛ける場所があり、良縁を願う人々の絵馬が多数掛かっている。その前には小さな石が置かれ、万葉集の「河の上の斎つ岩群に草むさず　常にもがもな常処女にて」という歌が彫られている。

## 交通アクセス
奈良交通市内循環・中循環「破石町」下車、東へ徒歩10分。